# 豊津村 (三重県)
豊津村（とよつむら）は三重県河芸郡にあった村。現在の津市河芸町の南東部、伊勢湾の沿岸、近鉄名古屋線・豊津上野駅の周辺にあたる。

## 地理
- 海洋：伊勢湾（豊津浦）

## 歴史
- 1889年（明治8年） - 奄芸郡中別保村が枝郷の影重村・一色村を合併のうえ改称して豊津村となる。
- 1889年（明治22年）4月1日 - 町村制の施行により、奄芸郡豊津村が単独で自治体を形成。
- 1896年（明治29年）4月1日 - 所属郡が河芸郡に変更。
- 1954年（昭和29年）10月15日 - 上野村・黒田村と合併して河芸町が発足。同日豊津村廃止。

## 交通

### 鉄道路線
- 近畿日本鉄道
  - 名古屋線
    - 豊津上野駅

### 道路
- 国道23号